# Faial (île)
Pour les articles homonymes, voir Faial.
Faial (en portugais : Ilha do Faial) est une île volcanique faisant partie du groupe central de l'archipel des Açores. Sa superficie est de 173 km2. Le sommet de l’île, le Cabeço Gordo, culmine à 1 043 mètres d’altitude et surplombe une caldeira de deux kilomètres de diamètre et de 400 mètres de profondeur. La ville principale de l’île est Horta. L’île la plus proche est Pico située à 6,1 kilomètres à l'est-sud-est.

## Géographie

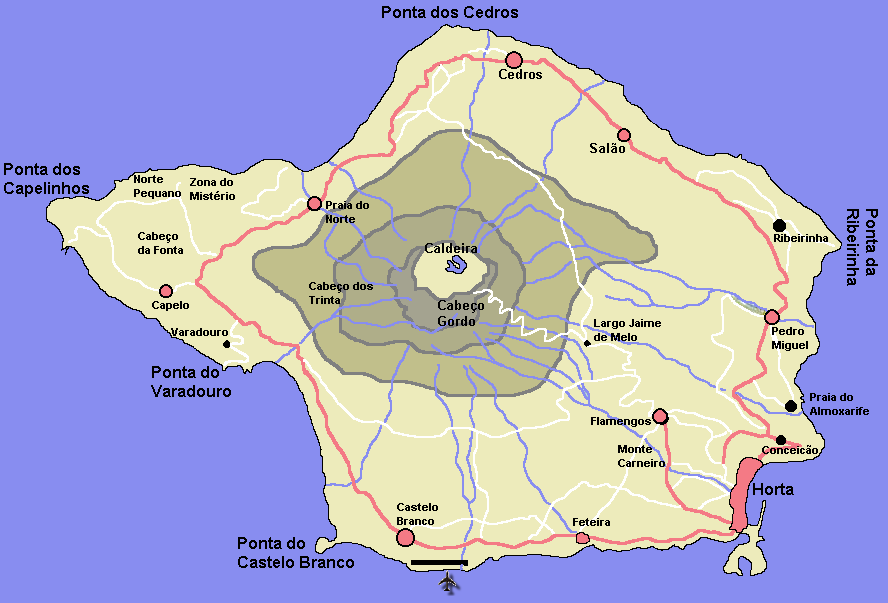
Carte de l'île.

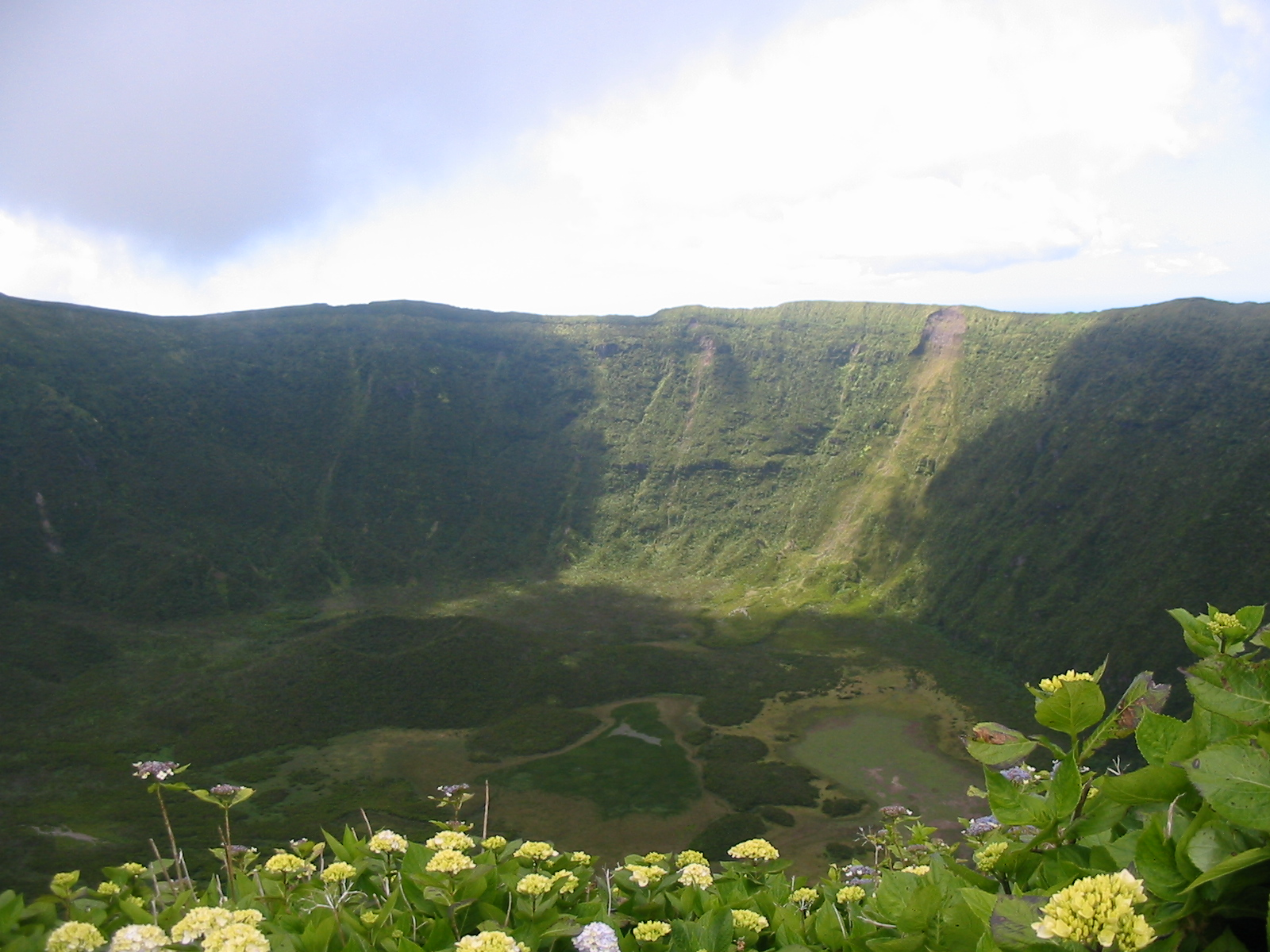
Caldeira de Faial.

L’île est d'origine volcanique. Elle est de forme pentagonale irrégulière, de 21 kilomètres sur 14.
L'île est un concentré de toutes les formations volcaniques que l'on rencontre dans l'archipel : volcan bouclier (volcan de Riberinha), stratovolan (volcan de la Caldeira), volcans monogéniques basaltiques (comme dans la péninsule de Capelo ou sur la plateforme de Horta), volcan d'origine trachytique (Altar au fond de la Caldeira), volcan d'origine sous-marine et de nature trachytique (Morro de Castelo Branco), volcans d'origine sous-marine et de nature basaltique (Monte da Guia), sous-marine puis aérien (Cabeço dos Capelinhos).

### Volcans
L'île se compose d'un très ancien volcan bouclier, le volcan de Riberinha, situé à l'extrémité nord-est de l'île. Il a été à l'origine de la proto-île de Faial. Depuis, il a été largement détruit par l'érosion et par des forces tectoniques, à l'origine du graben de Pedro-Miguel. Le volcan de la Caldeira occupe actuellement le milieu de l'île.

Le volcan de la Caldeira, île Faial.

La plateforme de Horta, d'origine basaltique, est dominée par quelques volcans monogéniques, comme le Monte das Moças, le Monte Queimado ou le Monte da Guia, d'origine sous-marine.
La péninsule de Capelo est formée d'une chaîne linéaire de volcans basaltiques qui forment une excroissance orientée vers le nord-ouest de l'île et qui a connu les deux éruptions volcaniques majeures de l'île survenues au cours des temps historiques (en 1672-1673 - au Cabeço do Fogo - et en 1957-1958 - au Cabeço dos Capelinhos).

### Activité volcanique
La dernière éruption volcanique est celle du volcan Capelinhos entre le 27 septembre 1957 et le 24 octobre 1958. Cette éruption a détruit un village de pêcheurs dont il ne reste plus, aujourd'hui, que le phare. Cette éruption volcanique compte parmi les plus longues connues aux Açores. Le dynamisme éruptif sous-marin dit surtseyen fut filmé, observé, décrit et interprété pour la première fois par Haroun Tazieff lors de l'éruption de 1957. De nos jours, le volcan des Capelinhos est menacé de disparition à cause de l'érosion. Le directeur de l'Observatoire de volcanologie et de géothermie des Açores, Victor-Hugo Forjaz, estime que le rythme historique des éruptions annonce une éruption pour le courant du siècle.
Le volcan de la Caldeira est un édifice polygénique qui, depuis environ 15 000 ans, a connu 14 éruptions de nature subplinnienne qui ont été étudiées par Pacheco (2001). Deux de ces éruptions ont été particulièrement violentes et ont été à l'origine de dépôts ignimbritiques qui affleurent sur le flanc nord du volcan. Ces deux éruptions sont datées d'environ 1660 ans, vers l'an 340/350, et 1200 ans, vers l'an 800/810. Cette dernière éruption est vraisemblablement à l'origine de la forme de la caldeira actuelle, la plus récente caldeira de l'archipel des Açores (environ 2 km de diamètre et 400 m de profondeur, aux parois particulièrement abruptes).

## Histoire
L’île fut découverte dans la première moitié du XVe siècle, et l'occupation humaine commença vraisemblablement en 1460.
D'abord désignée comme "l'île de l'Aventure" (Ilha da Ventura), puis "l'île de Saint-Louis" (Ilha de São Luís), son nom actuel de Faial serait associé à l'abondance originelle des arbustes de l'espèce Myrica faya, connue en portugais sous les noms de faia-da-terra  ou faia-das-ilhas  dérivés eux-mêmes du mot faia, le hêtre.
Son développement économique rapide trouva alors son origine dans la production d’un pastel bleu.
Jusqu'en 1987, la chasse à la baleine domina l'activité de l'île.

## Tourisme
L’île est aussi connue sous le nom de l’Ilha Azul, l’île bleue, ce qualificatif étant dû aux hortensias en grand nombre qui fleurissent pendant les mois d’été.

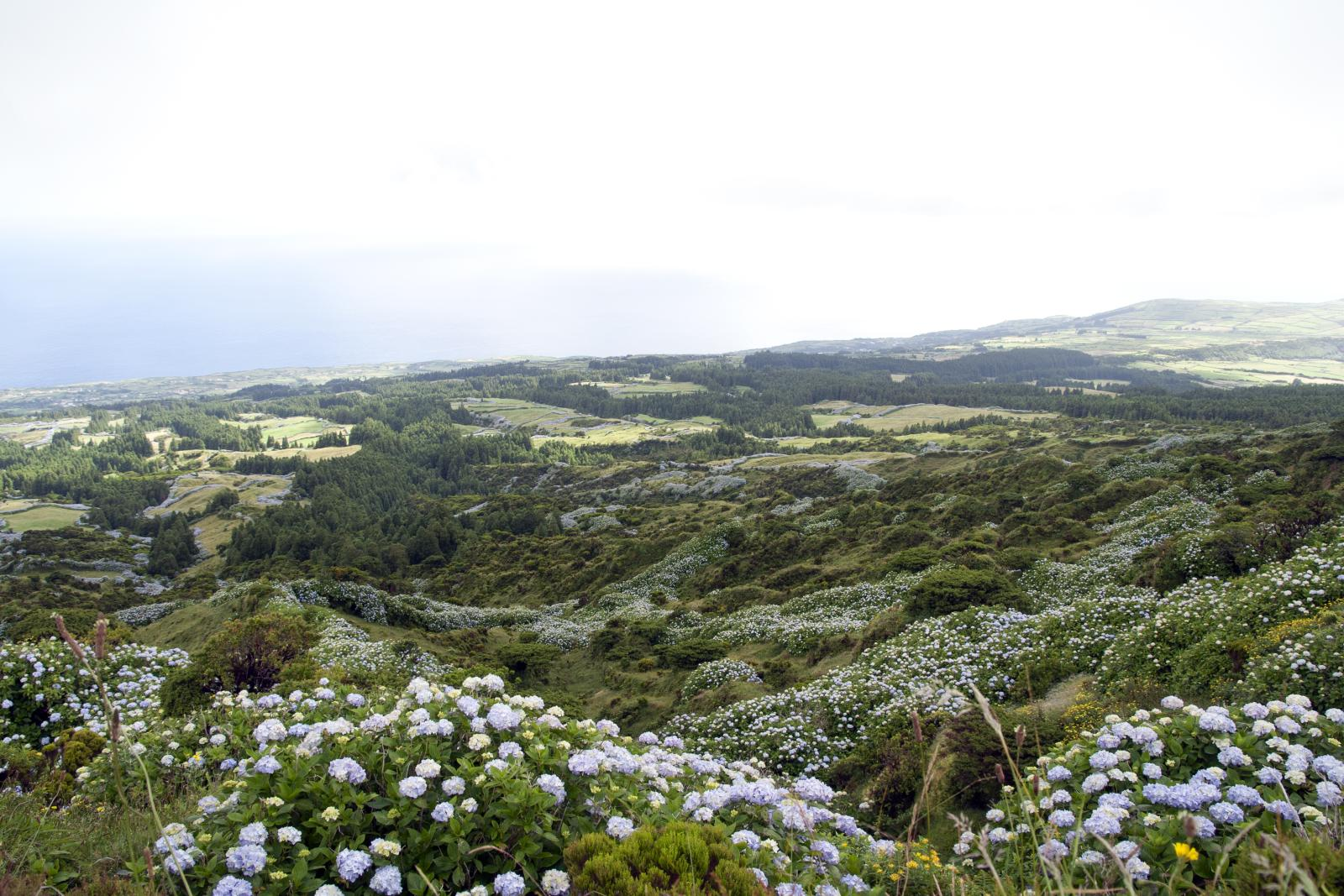
Hortensias sauvages à Faial

Le port d’Horta est une escale courue par les marins effectuant la traversée de l’océan Atlantique. Comme au temps des caravelles ils sont nombreux à y trouver refuge. Le bar chez Peter ou Café Sport est leur lieu de rendez-vous. C'est une institution depuis trois générations, où les marins du monde peuvent changer de l'argent, poster du courrier ou déposer des messages. Le lieu abrite de nombreuses cartes marines, des souvenirs de voyages et des portraits des grands navigateurs passés par là. À l'étage, peut être vue une collection de dents de cachalots (scrimshaws) gravées ou sculptées. Dehors, sur la jetée de la marina, les dalles de béton sont couvertes d'un patchwork de peintures et de graffitis, reproduisant des tranches de vie ou des témoignages à la manière des ex-voto peints.
Avec l'éruption de 1957, l'île connut une activité volcanique durant treize mois. Des centaines de maisons furent détruites mais la surface de l'île augmenta de 2,4 km². De cette catastrophe géologique, il subsiste aujourd'hui un paysage lunaire de montagnes de cendres colonisées par les cannes sauvages et les tamaris. L'ancien phare, à demi englouti, accueille un musée commémoratif.

## Monuments et lieux
L’île possède par ailleurs de nombreux moulins, caractéristiques du paysage de l’île.
- Fort de Santa-Cruz : ancienne forteresse du XVIe siècle, aujourd'hui aménagée en hôtel.

## Économie
Ses principales ressources d’agriculture sont les pommes de terre, les céréales, les fruits, et le vin, de même que l’élevage bovin qui est à l’origine de l’industrie du lait et de la viande.
L'île est desservie par l'aéroport de Horta (code AITA : HOR).